# Аллен, Лес
Лесли Уильям Аллен (англ. Leslie William Allen; род. род. 4 сентября 1937, Дагенем) — английский футболист, нападающий.

## Карьера

### Клубная карьера
Во взрослом футболе дебютировал в октябре 1954 года в клубе «Челси», но так и не закрепился в команде. В составе клуба он играл на протяжении пяти сезонов, забив 12 голов в 44 матчах.
В декабре 1959 года Аллен перешёл в «Тоттенхэм Хотспур». В первом же матче он сумел забить два гола.
Аллен был ключевым игроком команды, дважды побеждавшей в сезоне 1960/61, создав сильную атакующую линию в паре с Бобби Смитом. Всего он забил 47 голов в 119 матчах.
Аллен присоединился к «Куинз Парк Рейнджерс» в июле 1965 года. Он забил 55 голов в 123 матчах и был членом команды, выигравшей финал Кубка Футбольной лиги 1967 года.

### Карьера в молодёжной сборной
В феврале 1961 года Аллен провёл свой единственный матч в составе сборной Англии до 23 лет.

### Тренерская карьера
В 1969—1970 годах Аллен тренировал команду клуба «Куинз Парк Рейнджерс», а в 1971 году возглавил тренерский штаб греческого клуба «Арис» (Салоники), где работал на протяжении одного сезона.
С 1972 по 1974 год тренировал английский футбольный клуб «Суиндон Таун», после чего завершил активную тренерскую карьеру.

## Личная жизнь
У Аллена есть сыновья Клайв и Брэдли, которые также стали профессиональными футболистами.

## Достижения
«Тоттенхэм Хотспур»
- Чемпион первого дивизиона: 1960/61
- Обладатель Кубка Англии: 1960/61

«Куинз Парк Рейнджерс»
- Обладатель Кубка футбольной лиги: 1966/67